# 保加利亚护照
保加利亚护照是发给保加利亚公民的旅行证件。与其他欧盟护照相同，保加利亚护照的封面为勃艮第酒红色，中间印有金色的国徽。护照有效期5年，共有32或48页。2010年3月29日，开始启用生物特征护照。护照信息页印有保加利亚文、英文和法文。安全识别特征包括全息图像、UV可视特征、水印等等，所有护照可以机读。
根据2025年1月8日发布的亨利护照指数，保加利亚护照可免签证、落地签证或电子签证入境178个国家和地区，位居世界第15，与摩纳哥、罗马尼亚护照并列。

据保加利亚统计局数据，保加利亚公民出境的前三大旅行目的地分别是土耳其、希腊、塞尔维亚。

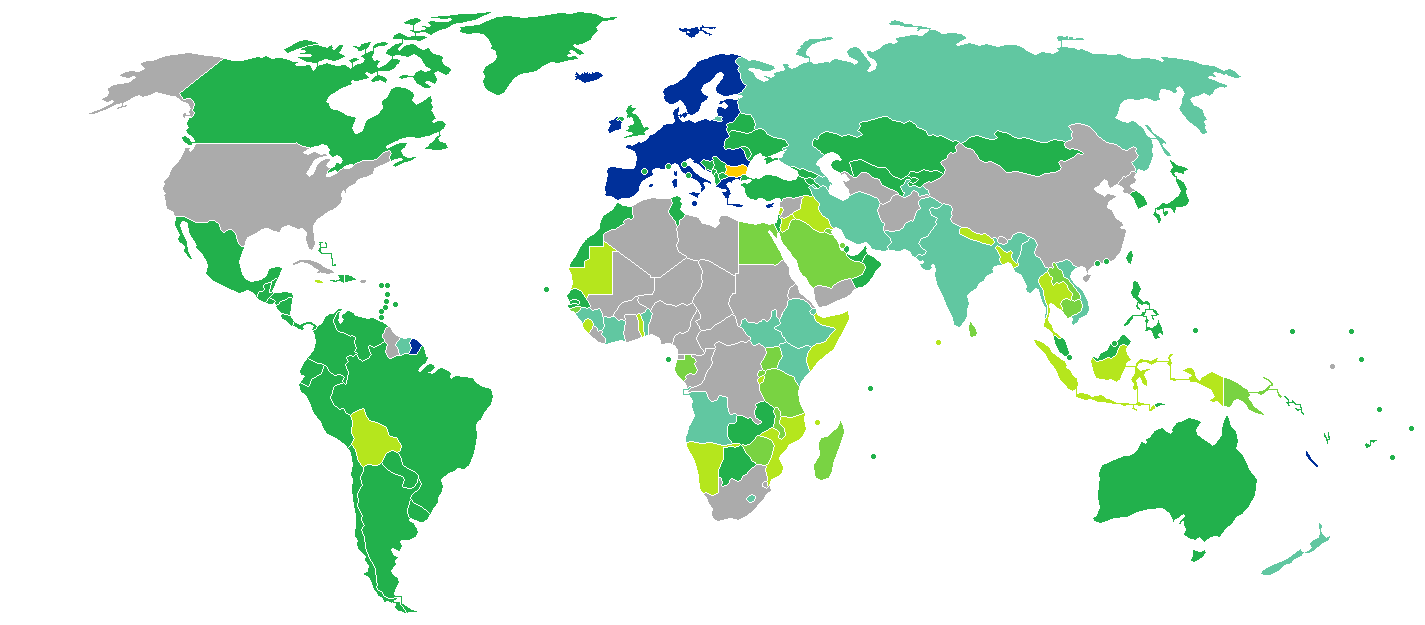
出入境自由
免签
落地签证
电子签证